# Adverbialismo
En filosofía de la percepción, el adverbialismo, o teoría adverbial de la percepción (también conocida como teoría adverbialista) se refiere a la concepción según la cual no hay contenido u objeto de percepción sino sólo propiedades intrínsecas de la experiencia. Estas propiedades se comparan con los adverbios que caracterizan a los verbos de percepción (como «ver»).
El adverbialismo rechaza la idea de que la percepción nos pone en relación con ciertas cosas: la percepción no es una actividad de la mente dirigida hacia los objetos, y los objetos aparentes son modificaciones de la propia actividad de la mente.
Esta teoría fue defendida en particular por Curt John Ducasse (1942), Wilfrid Sellars (1956), Roderick Chisholm(1957), Thomas Nagel (1965) y Michael Tye (2000).

## Enfoque semántico
El adverbialismo es una teoría semántica de enunciados perceptivos que compara los acusativos u objetos de los verbos de percepción con los adverbios que los modifican. Los adverbios son al verbo lo que los adjetivos son a los sustantivos. Así, la relación entre el adverbio «rápido» y el verbo «nadar» puede compararse con la relación entre el adjetivo «blanco» y el sustantivo «oso». Para el adverbialista, un enunciado de la forma «X percibe F» debe parafrasearse como «X percibe F-mente», donde «F-mente» denota la forma adverbial de F. Por ejemplo, «X tiene la experiencia visual de un objeto cúbico de color rojo» debería parafrasearse como «X ve cúbica y rojamente». El objeto aparente del verbo perceptivo es en realidad un atributo de ese verbo (adverbio) que corresponde en el nivel ontológico a una modificación del estado psicológico de X.
Por tanto, el adverbialismo describe tanto la forma lógica de enunciados perceptivos como «X ve un cubo rojo» como cuáles son realmente los contenidos u objetos de la percepción: propiedades de los eventos perceptivos.

## La percepción como sensación
El modelo de análisis adverbial de la percepción se forma a partir de enunciados que describen sensaciones o estados de conciencia que no parecen ser «intencionales» (dirigidos hacia un objeto), como el dolor. El significado de una afirmación como «Tengo un dolor de espalda intenso», por ejemplo, puede expresarse de manera más esclarecedora como «Me duele mucho la espalda». Aquí, la forma lingüística que contiene el C. O. D. (complemento objeto directo) «dolor de espalda intenso» sugiere que el dolor es algo de lo que somos conscientes. Sin embargo, se trata de una trampa lingüística: el dolor, como otras sensaciones subjetivas, no son objetos mentales ubicados en ningún lugar de nuestro cuerpo, sino acontecimientos psicológicos que caracterizan nuestra «experiencia».
Para los adverbialistas, todas las experiencias conscientes, incluidas las perceptivas, deben analizarse según el modelo del dolor, eliminando así cualquier relación entre el sujeto y el objeto en favor de una relación entre una conciencia y aquello que especifica su actividad. 

## Eliminación adverbial

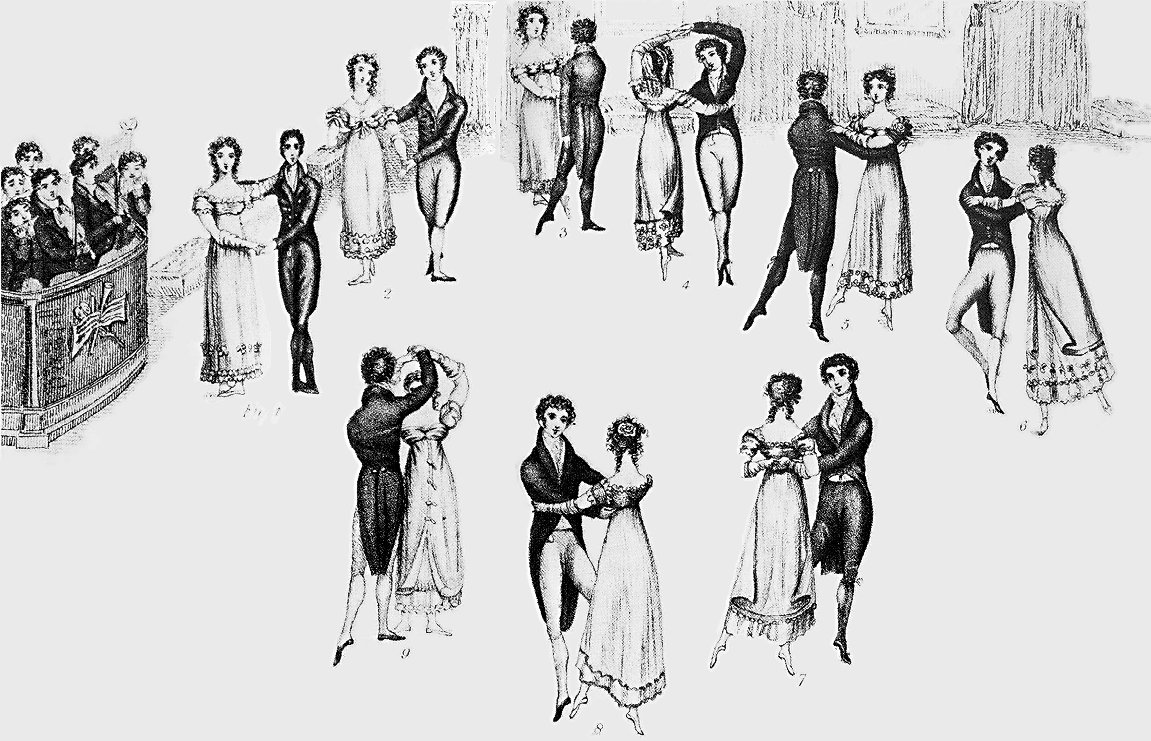
Según C. J. Ducasse, «sentirse azul es sentirse “azulmente”, de la misma manera que bailar el vals es bailar “valsemente”».

En su expresión más radical, el adverbialismo suprime la noción misma de objeto de percepción y de objeto «intencional» (objeto de conciencia). Así, de la misma manera que un vals puede considerarse como una forma de bailar en pareja y no como el objeto de una acción concertada, los contenidos aparentes de la experiencia sensorial son formas de sentir y no objetos de percepción.
La eliminación adverbial de los objetos de percepción, por tanto, no concierne sólo a experiencias ilusorias o alucinaciones, sino también a experiencias verídicas o auténticas: no es la experiencia ilusoria o alucinatoria la que carece de objeto sino la percepción como tal. En este sentido, el adverbialismo se opone al disyuntivismo, que afirma que sólo la experiencia ilusoria carece de objeto precisamente porque una ilusión no es una percepción.
La ventaja reconocida de la eliminación adverbial es que evita multiplicar el mobiliario metafísico del mundo con objetos de percepción cuyo estatus a menudo se considera oscuro o ambiguo, como los «datos de los sentidos», por ejemplo. El adverbialismo también permite eliminar ciertos problemas, como el de la ubicación de los llamados objetos de percepción, de los cuales uno se pregunta si están en la mente o fuera de ella. Si tales objetos no existen, el problema de su ubicación física o mental queda obsoleto.

## Adverbialismo y teoría causal
Para dar cuenta de la distinción entre percepciones auténticas y experiencias ilusorias sin referencia a ningún objeto de percepción (véase el «argumento de ilusión»), los defensores de la teoría adverbial suelen apelar a una teoría causal de la percepción. Según esta teoría, una experiencia es verídica si es causada apropiadamente por un elemento u objeto de la realidad física que no se percibe directamente. Los objetos que percibimos correctamente son sensaciones subjetivas que tienen la característica de estar provocadas por entidades físicas específicas.